# Hercostomus golubtsovi
Hercostomus golubtsovi är en tvåvingeart som beskrevs av Grichanov 1999. Hercostomus golubtsovi ingår i släktet Hercostomus och familjen styltflugor.
Artens utbredningsområde är Uganda. Inga underarter finns listade i Catalogue of Life.